# 알사시아역
알사시아역(스페인어: Alsacia)은 마드리드 지하철 2호선의 역이다. 마드리드 산블라스카니예하스 구와 시우다드리네알 구 사이에 걸쳐 있으며, 알사시아 광장 지하에 위치해 있다. 요금구역상으로는 A구역에 속한다.

## 역사
2011년 3월 16일 2호선의 라 엘리파 - 라스 로사스 연장구간 개통과 함께 영업에 들어갔다.

## 환승 정보
역 주변에 시내버스 정류장이 있으며 주간노선인 70, 106, 140, 165, E2번 노선과 야간노선인 N7번 노선이 다닌다. 시외버스 노선인 287번, N203번도 경유한다.
| 마드리드 지하철                    | 마드리드 지하철       | 마드리드 지하철             |
| ---------------------------------- | --------------------- | --------------------------- |
| 아베니다 데 과달라하라 라스 로사스 | 마드리드 지하철 2호선 | 라 알무데나 콰트로 카미노스 |